# René Fallet
Pour les articles homonymes, voir Fallet.
Ne doit pas être confondu avec René Féret ou René Allio.
René Fallet est un écrivain et scénariste français, né le 4 décembre 1927 à Villeneuve-Saint-Georges (alors en Seine-et-Oise) et mort le 25 juillet 1983 à Paris.

## Biographie
Son père, Paul, était un cheminot (Villeneuve est un grand nœud ferroviaire de la région parisienne) originaire du Bourbonnais.
Condisciple du peintre Lucien Demouge à l'école Jules-Ferry de Villeneuve-Saint-Georges, le jeune René quitte assez tôt le chemin de l'école, mais obtient pourtant son certificat d'études en 1940, et commence à travailler à Paris dès l'âge de quinze ans.
Entre banlieue grise, quotidien ferroviaire, la vie ne semble pas lui offrir ses plus belles perspectives. De manutentionnaire chez un éditeur, à coursier en pharmacie, en passant par apprenti foudrier, il alterne ces « petits boulots » qui marqueront parfois l'inspiration de l'écrivain.
En 1944, alors qu'il a moins de dix-sept ans, il s'engage volontairement. Son père est incarcéré pendant la guerre pour avoir chanté L'Internationale dans les rues de Villeneuve (d'après sa fille Marie, la sœur de René, il aurait écrit un slogan communiste sur un mur de Villeneuve). René écrit lui-même au maréchal Pétain pour obtenir sa libération. Il l'obtient et c'est un pas décisif dans sa prise de conscience du pouvoir des mots.
Alors qu'il est démobilisé en 1945, Blaise Cendrars repère ses premiers poèmes et le fait entrer à Libération. Dès 1946, il publie son premier recueil de poésies, Le Périscope, tiré à seulement cinquante exemplaires. Mais dès l'année suivante, « la vie en rose accourt sur lui » pour reprendre ses propres mots, puisque son premier roman Banlieue sud-est est l'événement de la rentrée littéraire (critique exhaustive du Figaro).
Les années qui suivent, il les consacre à l'écriture, à la critique, et aussi aux voyages. En effet, il entre au Canard enchaîné en 1952, visite Londres cette même année, et voyage au Liban en 1953, année de sa rencontre avec Georges Brassens. Il se marie entre-temps avec Michelle Dubois, devenue Agathe Fallet en 1956. Ces premières années sont déjà celles du succès, puisque l'écrivain a reçu le Prix du roman populiste pour ses trois premiers romans (Banlieue sud-est, La Fleur et la souris, Pigalle) en 1950.
On le décrit souvent comme un écrivain assez lent (il publie un livre tous les deux à trois ans). Il assure son « autosuffisance » jusqu'en 1964, date de la publication de Paris au mois d'août, roman qui obtient le prix Interallié et ancre définitivement René Fallet dans le paysage littéraire français. Il consacre le reste de sa vie à la littérature bien sûr, mais aussi à la pêche, à la pétanque et au cyclisme (il suit de nombreuses courses). Il reçoit, au cours de sa carrière, de nombreux prix, pas seulement littéraires. On citera entre autres le prix de l'Humour en 1970 pour Au beau rivage. Il est fait citoyen d'honneur des villes de Villeneuve-Saint-Georges ainsi que de Jaligny et Thionne, deux communes de l'Allier, et chevalier du mérite agricole en 1965.
Il meurt d'une crise cardiaque à l'âge de cinquante-cinq ans, le 25 juillet 1983. Il est enterré à Thionne.

## Analyse et portée de l’œuvre
« Je suis le type qui possède l'amour. D'un seul mot je le donne, d'un seul geste je l'arrache. La fille du métro, je lui dis : "Aime-moi", et la voici accrochée à ma veste, pantelante, bavante et tout et tout. » Dès son premier ouvrage, Fallet balaie le conformisme, lance des vents nouveaux, par une plume vive, menaçante mais rieuse. Les critiques du moment ne s'y trompent pas (« Voilà un train de banlieue qui défoncerait plutôt les butoirs du conformisme. Un train fou qu'on aura du mal à diriger sur une voie de garage. »).
Ce « petit-fils de paysans bourbonnais. Fils de cheminot. A été journaliste. Est écrivain. Moustachu », comme il se décrit lui-même, ne peut se résumer à ce côté populiste, étiquette restrictive. L'auteur, fervent lecteur d'Arthur Rimbaud, Molière, Émile Zola, Guy de Maupassant, Marcel Aymé… alterne et mélange satires sociales, rire rabelaisien, mais aussi poésie et touches sentimentales. René Fallet est une figure emblématique, ambiguë et duale.
L'idée la plus courante du René Fallet déménageur et bon ami, ne doit pas résumer toute son œuvre. Il irrite les petites habitudes bourgeoises de l'époque, dessine de sa plume des personnages hauts en couleur. Mais ces anti-héros citadins ou campagnards, présents entre autres dans La Soupe aux choux, Le beaujolais nouveau est arrivé ou encore Les vieux de la vieille, ne doivent pas faire oublier la face tourmentée et poétique de l'auteur. Lui-même se disait irrigué par deux veines, la veine Beaujolais, et la veine Whisky, la première désignant le côté populaire de son œuvre, la seconde son côté sentimental. L'amour est en effet toujours présent dans l'œuvre de René Fallet. Coloré, enjoué, dansant, l'amour pour Fallet cache en fait les contradictions d'un personnage paradoxal, en témoigne sa vie tumultueuse avec Agathe. « Fallet va à l'amour comme un mineur va au charbon. Ce n'est pas un dilettante. », disait de lui Jean Carmet, pour décrire cet amoureux naïf, timide, ployant sous les erreurs de parcours amoureux. À travers son œuvre, le poète ne cache jamais le côté passionnel de l'amour, l'attrait physique lié à celui-ci. Toutefois, il a toujours su doser soigneusement sentiments et pulsions amoureuses.
Au-delà de ses romans, Fallet a écrit six recueils de poésie et quatre essais, notamment un sur la vie de Georges Brassens, ami qui lui était très proche.
René Fallet est un personnage haut en couleur, aux facettes multiples. Selon Claude Chanaud, on peut percevoir Fallet comme une poupée russe. La façade apparente serait le décapeur des grands sentiments, suivrait l'amoureux transi (De Paris au mois d'août), puis le chantre populaire de banlieue, et sous tout cela, la poésie, art dont il use à chaque page avec beaucoup de personnalité. Ce personnage aux mots biens pendus, a la rogne des matins du grand soir, déçu de la condition humaine sans pourtant jamais perdre le rire, cache des aspects bien plus complexes que son côté populiste. Il a marqué le paysage littéraire français de la dernière moitié du XXe siècle, d'une empreinte unique et rafraîchissante.

## René Fallet et le cinéma

### Adaptations cinématographiques de ses œuvres
Dix livres de Fallet ont été adaptés au cinéma, dont  Paris au mois d'août (1966), où Plantin, personnage principal est interprété par Charles Aznavour.
Si le charme de l'écriture n'a pu retrouver son égal au cinéma, il demeure intéressant de revoir certaines adaptations, pour les dialogues d'Audiard, ou le jeu de Pierre Brasseur et Jean Gabin… Ses romans ont donc inspiré de nombreux films, parmi lesquels : Le Triporteur (1957) avec Darry Cowl, Les Pas perdus (1964), Les Vieux de la vieille (1960) de Gilles Grangier, Paris au mois d'août (1966) de Pierre Granier-Deferre, Un idiot à Paris (1967) de Serge Korber, Il était un petit navire sous le titre : Le drapeau noir flotte sur la marmite (1971) de Michel Audiard, Le beaujolais nouveau est arrivé (1978) de Jean-Luc Voulfow, La Grande ceinture sous le titre Porte des Lilas (1957) de René Clair, Le Braconnier de Dieu (1983) de Jean-Pierre Darras et le plus connu : La Soupe aux choux (1981) de Jean Girault avec Louis de Funès, Jean Carmet et Jacques Villeret.
Gilles Grangier a adapté Banlieue sud-est en feuilleton télévisé en 1977. Le roman Mozart assassiné a été adapté à la télévision en 1978 sous le titre La Nasse par Pierre Matteuzzi, avec Claudine Auger, Bernard Fresson et François Germond. En 1994, Serge Korber réalise le téléfilm Au beau rivage, adaptation du roman de Fallet avec Jean Yanne et Geneviève Fontanel.
Les droits d'adaptation de Charleston et Comment fais-tu l'amour, Cerise ? ont été achetés par des producteurs de cinéma sans jamais être tournés.

### Écriture pour le cinéma
En 1952, René Fallet participe à l'écriture du scénario de Fanfan la Tulipe avec René Wheeler. En 1953, il coécrit les dialogues de L'Amour d'une femme de Jean Grémillon. En 1962, il travaille au scénario de La Fleur, téléfilm de Jacques Robin avec Pierre Brasseur et Jean Lefebvre et, la même année, écrit les dialogues d'Horace 62 d'André Versini avec Charles Aznavour et Raymond Pellegrin. Il participe à l'écriture des dialogues de La Bonne Occase de Michel Drach en 1965. En 1977, il écrit le scénario de La Mort amoureuse, téléfilm de Jacques Ertaud, avec Guy Marchand et Françoise Lugagne.
René Fallet apparaît dans un petit rôle dans Un idiot à Paris, adaptation du roman du même nom, ainsi que dans Les Pas perdus en 1964.

## René Fallet et le vélo
Dès Banlieue sud-est, René Fallet place dans le décor suburbain de Villeneuve-Saint-Georges un objet qu'il connaît bien, mais dont le nom est sujet de controverses : vélo ou bicyclette ? Lors  des faits qu'il retrace dans son premier ouvrage, c'est incontestablement un vélo, de la célèbre marque Alcyon, que son double chevauche pour courir (et gagner le cœur de Zézette) au Prix des commerçants de Villeneuve.
Son ouvrage Le vélo (1973), au texte  pétri d'humour est illustré par le dessinateur Roger Blachon. Le livre débute par : « Le tour de France est né à Villeneuve-Saint-Georges. Moi aussi. Lui en 1903, moi en 1927. »
Après avoir suivi le Tour de France 1967, René Fallet a créé avec un ami, Robert Sausa une pseudo-course cycliste en 1968, Les Boucles de la Besbre au règlement particulier puisque les échappées étaient interdites, le vainqueur connu d'avance et les arrêts-bistrot obligatoires. La première édition a eu lieu le 20 août 1968 et la dernière en 1976. Michel Audiard et Jean Carmet entre autres ont participé à cette course, René Fallet l'a gagnée en 1970. Une édition a eu lieu en 2003 pour célébrer les cent ans du Tour de France et les vingt ans de la mort de René Fallet.
René Fallet résumait ainsi son amour pour le vélo : « Le cheval n'est pas le meilleur ami de l'homme, c'est le vélo : car il n'y a pas de boucheries vélocipédiques. »

## Prix René-Fallet
Il existe un prix littéraire René-Fallet remis depuis 1990 à un premier roman. Le prix est décerné par l'association Agir en pays Jalignois, dont le jury comprend Agathe Fallet et Michel Lécureur.

## Exposition permanente consacrée à René Fallet
Une exposition permanente est consacrée à René Fallet dans les locaux de la médiathèque de Jaligny-sur-Besbre (Allier).

## Œuvres

### Romans
- Banlieue sud-est. Domat, 1947.
- La Fleur et la Souris. Domat, 1948.
- Pigalle. Domat, 1949.
- Le Triporteur. Denoël, 1951.
- Les Pas perdus, Denoël, 1954
- Rouge à lèvres, Éditions de Paris, 1955
- La Grande Ceinture. Denoël, 1956.
- Les Vieux de la vieille. Denoël, 1958.
- Une poignée de main. Denoël, 1959
- Il était un petit navire. Denoël, 1962
- Mozart assassiné. Denoël, 1963.
- Paris au mois d'août, prix Interallié Denoël, 1964.
- Un idiot à Paris, Denoël, 1966
- Charleston. Denoël, 1967.
- Comment fais-tu l'amour, Cerise ? Denoël, 1969.
- Au Beau Rivage. Denoël, 1970.
- Le Braconnier de Dieu. Denoël, 1973.
- Ersatz, Prix Scarron Denoël 1974
- Le beaujolais nouveau est arrivé Denoël, 1975.
- La Soupe aux choux. Prix Rabelais, Prix RTL grand public, Denoël, 1980.

### La trilogie sentimentale
- L’Amour baroque. Julliard, 1971.
- Y a-t-il un docteur dans la salle ? Denoël, 1977.
- L’Angevine. 1982.

### Essais
- Brassens, Denoël 1967.
- Le Vélo Julliard / Idée fixe, 1973, rééd. illust. Roger Blachon, Denoël 1992 & 2013.
- Les Pieds dans l'eau, Mercure de France, 1974 rééd. Denoël 1990.

### Album de photos
- Les Halles. La fin de la fête, avec Martin Monestier, Duculot, 1977.

### Pour enfants
- Bulle ou la Voix de l'océan 1970

### Poésie
- Le Périscope, à compte d'auteur, tiré à cinquante exemplaires, 1946.
- Testament. Seghers, 1952.
- À la fraîche, Pierre Seghers, 1959.
- Dix-neuf poèmes pour Cerise, Denoël, 1969.
- Chromatiques, Mercure de France, 1973.

### Nouvelles
- Les Yeux dans les yeux

### Divers
- Carnets de jeunesse 1, Denoêl, 1990
- Carnets de jeunesse 2, Denoël, 1992
- Carnets de jeunesse 3, Denoël, 1994
- Chroniques littéraires du Canard enchaîné – 1952-1956. Paris : Les Belles Lettres, 2004. 315 pages, 14 x 20 cm.  (ISBN 2-251-44270-7)
- Chroniques de la vie quotidienne, Paris : Les Belles lettres, 2006
- Journal de 5 à 7, Sainte-Marguerite sur Mer, Éditions des Équateurs, 2021. 459 pages,   (ISBN 978-2-38284-128-0)

### Conte radiophonique
- Jean le Loup, conte en treize épisodes, diffusé du 21 novembre 1955 au 13 février 1956 sur Europe 1, dit par Georges Brassens, chansons d'illustrations de Georges Brassens, édité en trois CD sous le titre : Georges Brassens raconte René Fallet : Jean Le [sic] Loup, RTE/Europe 1/Music Digital 31316 - 31317 - 31318.

## Citations
« Et alors ! Tous les grands peintres ça picolait. Tous des poivres. Van Gogh, Utrillo, la peinture à l'eau c'était pas leur fort. » (Le Beaujolais nouveau est arrivé)
« Il n'est pas de femmes inaccessibles, sauf celle qu'on aime. » (L'Amour baroque)
« J'ai appris que le bonheur c'est de savoir que le bonheur n'existe pas. » (L'Amour baroque)
Au questionnaire de Proust, ironiquement, « Quelle est votre occupation préférée : l'occupation allemande. » ("Les Livres de ma Vie", entretien télévisé du 19 juillet 1967 avec Georges Brassens et René Fallet.)

#### Bases de données et dictionnaires
- Ressources relatives à l'audiovisuel :   - AllMovie
  - Allociné
  - IMDb
- Ressource relative au spectacle :   - Les Archives du spectacle
- Ressource relative à la littérature :   - NooSFere
- Notices dans des dictionnaires ou encyclopédies généralistes :   - Brockhaus
  - Gran Enciclopèdia Catalana
  - Universalis
- Notices d'autorité :   - VIAF
  - ISNI
  - BnF (données)
  - IdRef
  - LCCN
  - GND
  - Italie
  - CiNii
  - Belgique
  - Pays-Bas
  - Pologne
  - Israël
  - NUKAT
  - Tchéquie
  - Grèce
  - WorldCat